# Janina Krzymuska
Janina Krzymuska (ur. 22 lipca 1889 w Chrcynnie, zm. we wrześniu 1944 w Warszawie) – polska aktorka teatralna i filmowa.

## Życiorys
Karierę aktorską rozpoczęła w 1923. Do 1926 była członkiem Instytutu Reduty i występowała w Teatrze Małym w Warszawie, a w latach 1926-1928 w Teatrze Miejskim w Toruniu. W sezonie 1929/30 ponownie w Warszawie, w Teatrze Polskim. W 1932 występowała krótko w Teatrze im. Juliusza Słowackiego w Krakowie. Od 1934 do wybuchu II wojny światowej w teatrach Towarzystwa Krzewienia Kultury Teatralnej, głównie na scenach Teatru Nowego i Teatru Narodowego. W okresie wojny występowała w jawnym Teatrze Komedia.
Równocześnie wystąpiła w kilkunastu polskich filmach fabularnych, w tym: Ada! To nie wypada!, Przebudzenie, Trzy serca, Pani minister tańczy.
Zginęła w powstaniu warszawskim we wrześniu 1944.